# 中村竜太郎
中村 竜太郎（なかむら りゅうたろう、1964年1月19日 - ）は、日本のジャーナリスト。

## 人物・略歴
大学卒業後アパレルメーカーに入社。その後、光文社『女性自身』記者を経て、1995年から文藝春秋『週刊文春』記者となる。以来20年間、政治・経済・スポーツ・芸能・皇室など多岐にわたる特集記事（ニュース）を担当。2014年11月からフリーになった。
現在、『週刊文春』、月刊『文藝春秋』、『Forbes Japan』などで執筆中。「NHK紅白プロデューサーが制作費8000万円を横領していた！」などで「編集者が選ぶ雑誌ジャーナリズム賞」の大賞を3回受賞、ほかにも同賞のスクープ賞2回、企画賞1回を受賞している。また「ASKA逮捕！」で第46回「大宅壮一ノンフィクション賞」候補となった。
『週刊文春』記者時代の同僚には、拓殖大学教授でノンフィクション作家の富坂聰がいる。趣味は「世界の温泉」巡り、お気に入りはウィーン郊外「レーマーテルメ」。
2017年には読売テレビ系連続ドラマ『ブラックリベンジ』の監修を務めた。
山川出版社「改訂版　詳説世界史B」など、教材の本文レイアウト(デザイン)も担当。　

## 記事
- 「2020年日本の姿 ジャニーズの未来」（文藝春秋、2016年7月号）
- 「強欲資本主義と決別せよ」ホセ・ムヒカ元ウルグアイ大統領単独インタビュー（文藝春秋、2016年6月号）
- 「SMAPを壊した独裁者メリー」（文藝春秋、2016年3月号）
- 「日本を変えた平成51事件 光母子殺人」（文藝春秋、2016年1月号）
- 「失われた神話 紅白レコード大賞」（文藝春秋、2015年8月号）
- 「井上晴美・熊本地震被災告白」（週刊文春、2016年5月16日号）
- 「高倉健に養女がいた」（週刊文春、2016年1月1日・8日号）

## 連載
- 「南米放浪記」（東京スポーツ）
- 「スクープドッグ」（日刊ゲンダイ）

## 著書
- スクープ！　週刊文春エース記者の取材メモ（文藝春秋、2016年）[4]

## 主な出演番組

### テレビ
- みんなのニュース（フジテレビ、レギュラープレゼンテーター）
  - 2015年3月30日 - 2015年9月25日の木 - 金の旧・第1部、2016年1月5日 - 2016年4月1日の金の旧・第1部に出演。
  - 2016年11月28日は、ASKA元被告が覚醒剤で再び逮捕へ関するニュースをお伝えする為にゲスト出演。
- めざましテレビ（フジテレビ、コメンテーター）
  - 2014年5月19日から薬物関連で重大なニュースが発生した場合のみ、不定期でVTR出演やスタジオに生出演。
  - 2016年11月29日はASKA容疑者が覚醒剤取締法違反容疑で再逮捕されたニュースをお伝えする為、スタジオに生出演。
- 情報プレゼンター とくダネ!（フジテレビ、コメンテーター）
- バイキング（フジテレビ、コメンテーター）
  - 2016年4月 - 2016年7月までは曜日不定で不定期出演。
  - 2016年8月以降は基本的には水曜に出演だが、他の曜日にも出演する場合も有る。
- 直撃LIVE グッディ!（フジテレビ、コメンテーター）
- Mr.サンデー（フジテレビ、コメンテーター）
- ひるおび!（TBS、コメンテーター）
- 外国人記者は見た!日本inザ・ワールド（TBS、コメンテーター）
- グッド!モーニング」（テレビ朝日、コメンテーター）
- ワイド!スクランブル（テレビ朝日、コメンテーター）
- 快傑えみちゃんねる（関西テレビ、コメンテーター）
- お笑いワイドショー マルコポロリ!（関西テレビ、コメンテーター）
- せやねん!（毎日放送、コメンテーター）
- ちちんぷいぷい（毎日放送、コメンテーター）
- 雨上がり決死隊のトーク番組アメトーーク!（テレビ朝日）
  - 2017年9月21日放送「コメンテーターやりたい芸人」にてVTR出演。
- 朝生ワイド す・またん!／ZIP!（関西ローカルパート）（読売テレビ、木曜日の芸能情報コーナー）

### ラジオ
- 「福井謙二 グッモニ」（文化放送）
- 「荒川強啓 デイ・キャッチ!」（TBSラジオ）
- 「垣花正 あなたとハッピー!」（ニッポン放送）月2回程度コメンテーターとして不定期出演。
- 「徳光和夫 とくモリ！歌謡サタデー」（ニッポン放送）2021年8月14 - ゲスト